# Klášter Sturzelbronn
Klášter Sturzelbronn (francouzsky Abbaye de Sturzelbronn) je bývalý klášter v obci Sturzelbronn ve francouzském departemetu Moselle.
Byl založen pravděpodobně roku 1135 lotrinským vévodou Šimonem jako cisterciácká fundace a prvotní konvent pocházel z burgundského kláštera Maizières z mateřské řady kláštera La Ferté. Šimon Lotrinský byl přítelem Bernarda z Clairvaux a nový klášter bohatě obdaroval pozemky. Lotrinští vévodové byli i v letech následujících patrony kláštera a řada z nich našla v místním kostele i místo posledního odpočinku.
Klášter velmi utrpěl za rolnické války roku 1525, kdy došlo ke zničení klášterního archivu a knihovny. K dalším újmám došlo za třicetileté války a roku 1633 klášter zcela vyhořel. Roku 1687 se cisterciáci vrátili a roku 1711 byl dokončen nový konventní kostel. Za francouzské revoluce byl roku 1790 klášter prohlášen za národní majetek a prodán v dražbě.
V současnosti z klášterních budov zbývá klenutý portál z 18. století prohlášený roku 1987 za francouzskou národní památku a románský tympanon s křížem a esoterickými ornamenty.